# Списак композитора и гитариста класичне музике
Овде се налази списак композитора и гитариста класичне музике.

## Барок
1. Франћеско Корбета (1615—1681)
2. Алонсо Мудара (1510—1580)
3. Гаспар Санц (1640—1710)
4. Робер де Визе (1658—1725)

## Класицизам
1. Падре Базилио
2. Дионизио Агуадо (1784—1849)
3. Матео Каркаси (1792—1853)
4. Фердинандо Карули (1770—1841)
5. Мауро Ђулијани (1781—1829)
6. Фернандо Сор (1778—1839)

## Романтизам
1. Наполеон Косте (1806—1883)
2. Јохан Каспар Мерц (1806—1856)
3. Николо Паганини (1782—1840)
4. Луиђи Лењани (1790—1877)
5. Франсиско Тарега (1852—1909)

## XX вијек
1. Агустин Бариос Мангоре (1885—1944)
2. Мигел Љобет (1878—1938)
3. Хоакин Родриго (1901—1999)
4. Мануел де Фаља (1876—1946)
5. Хоакин Турина (1882—1949)
6. Марио Кастелнуово Тедеско (1895—1968)
7. Мануел Марија Понс (1882—1948)
8. Еитор Виља Лобос (1887—1959)
9. Бенџамин Бритн (1913—1976)
10. Морис Охана (1914—1992)
11. Винсенте Асенсио (1908—1979)
12. Антонио Лауро (1917—1986)
13. Алберто Хинастера (1916—1983)
14. Астор Пјацола (1921—1992)

## Савремени класични гитаристи и композитори
1. Лео Брауер (1939)
2. Ролан Диенс (1955)
3. Никита Кошкин (1956)
4. Џулијан Брим (1933)
5. Џон Вилијамс (1941)
6. Александар Лагоја (1929)
7. Оскар Гиља (1943)
8. Дејвид Расел (1953)
9. Ромероси (отац и три сина)
10. Браћа Асад
11. Хуберт Кепел
12. Јерен Золшер
13. Казухито Јамашита
14. Јован Јовичић
15. Душан Богдановић
16. Урош Дојчиновић
17. Мирослав Тадић
18. Денис Азабагић
19. Маја Радованлија
20. Сабрина Влашкалић
21. Давид Божовић
22. Соња Калајић